# Martinhargues
Martinhargues (en francès Martignargues) és un municipi francès situat al departament del Gard i a la regió d'Occitània.